# Reiner Schmitz
Reiner Schmitz (* 1947 in Kaarst-Holzbüttgen) ist ein ehemaliger Schulleiter, früherer Inhaber verschiedener Positionen in der kirchlichen und staatlichen Schulverwaltung und ehemaliger Staatsrat der Behörde für Bildung und Sport in Hamburg.

## Werdegang und Leben
Schmitz studierte Germanistik, Geschichte, Pädagogik und Philosophie in Freiburg im Breisgau. Er promovierte mit einer Dissertation zu Immanuel Kant 1972 an der Albert-Ludwigs-Universität Freiburg. Sein Referendariat absolvierte er in Hamburg.

## Wirken
Nach dem Referendariat arbeitete Schmitz als Lehrer am Christianeum in Hamburg-Othmarschen. Im Jahr 1982 wurde er Schulleiter am Gymnasium Kaiser-Friedrich-Ufer. Schmitz wurde 1993 erster säkularer Schulleiter der Sankt-Ansgar-Schule in Hamburg-Borgfelde nach dem Fortgang der Jesuiten. Er wurde 1995 durch Marino Freistedt abgelöst.
Ab diesem Jahr wurde er Leiter der „Unterabteilung Gymnasien“ im Amt für Schule der Hamburger Schulbehörde; 1997 wurde er Leiter der „Abteilung Schulaufsicht und Schulberatung“ und stellvertretender Landesschulrat und blieb zugleich der Leiter der „Unterabteilung Gymnasien“. 2002 verließ er den Staatsdienst und wurde Leiter des Katholischen Schulamtes der Hamburger katholischen Kirchengemeinden.
Schmitz wurde im März 2004 Staatsrat der Bildungsbehörde. Sein Nachfolger als Schuldezernent des Verbandes der römisch-katholischen Kirchengemeinden in der Freien und Hansestadt Hamburg wurde Hermann Vortmann. 
Der Erste Bürgermeister Ole von Beust teilte am 8. Dezember 2005 mit, dass der bisherige Staatsrat Schmitz zum 31. Dezember 2005 von seinen Aufgaben freigestellt werde. Gründe wurden keine genannt. Die Zusammenarbeit zwischen dem parteilosen Schmitz und seiner Senatorin Alexandra Dinges-Dierig (CDU) galt als nicht harmonisch.